# Département Rome
Rome (italienisch Roma, deutsch Rom) war ab 1810 ein französisches Département mit der Hauptstadt Rom.
Das Département entstand am 15. Juli 1809 aus Teilen des Kirchenstaates. Bis zur Umbenennung am 17. Februar 1810 wurde es als Departement du Tibre (Tiber-Département) bezeichnet. 1814 kam das Gebiet zurück an den Kirchenstaat. Sein ehemaliges Territorium gehört heute zu Italien und dem Vatikanstaat.